# Contea di Van Wert
La contea di Van Wert (in inglese Van Wert County) è una contea dello Stato dell'Ohio, negli Stati Uniti. La popolazione al censimento del 2000 era di 29 659 abitanti. Il capoluogo di contea è Van Wert.

## Comunità

### Città
- Delphos
- Van Wert

### Borghi
- Convoy
- Elgin
- Middle Point
- Ohio City
- Scott
- Venedocia
- Willshire
- Wren

### Comuni
- Harrison
- Hoaglin
- Jackson
- Jennings
- Liberty
- Pleasant
- Ridge
- Tully
- Union
- Washington
- Willshire
- York

### Comunità non aggregate
- Abanaka
- Cavett
- converse
- Dixon
- Dull
- Glenmore
- Hoaglin
- Jonestown
- Middlebury
- Monticello
- Richey
- Schumm
- Seamersville
- Wetsel
- Wolfcale